# Torneo Internacional de Chile 1965

El Torneo Internacional de Chile 1965 más conocido como el Hexagonal de Santiago 1965, corresponde a la 12.ª edición del torneo amistoso de fútbol, jugado bajo el sistema de todos contra todos en el mes de enero y su última fecha en febrero. 
Por primera vez en los torneos internacionales de Chile compite una selección nacional, en este caso fue la Selección de Checoslovaquia, subcampeona del Mundial 1962
El título lo obtuvo el equipo Santos de Brasil, en cuyos componentes destaca Pelé. Durante esta edición se vivió uno de los partidos más recordados de esta competición, cuando el sábado 16 de enero de 1965, el Santos le ganó a la Selección de Checoslovaquia por 6:4

## Datos de los equipos participantes
| Equipo                      | Calidad                                                          |
| --------------------------- | ---------------------------------------------------------------- |
| Universidad de Chile        | Anfitrión y campeón de la Primera División de Chile 1964         |
| Universidad Católica        | Anfitrión y subcampeón de la Primera División de Chile 1964      |
| Colo-Colo                   | Anfitrión y cuarto lugar en la Primera División de Chile 1964    |
| Selección de Checoslovaquia | Invitado y subcampeón en los Juegos Olímpicos de Tokio 1964      |
| Santos                      | Invitado y campeón del Campeonato Paulista 1964                  |
| River Plate                 | Invitado y tercer lugar en la Primera División de Argentina 1964 |

## Partidos

### Primera fecha
| 9 de enero de 1965 | Selección de Checoslovaquia               | 4:3 | Universidad de Chile                       | Estadio Nacional de Santiago, Santiago                      |                                                             |
|                    | Masny 18' · Valosek 32', 57' · Geleta 88' |     | Adolfo Olivares 20', 30' · Pedro Araya 82' | Asistencia: 58.860 espectadores Árbitro(s): Domingo Massaro | Asistencia: 58.860 espectadores Árbitro(s): Domingo Massaro |

### Segunda fecha
| 13 de enero de 1965 | Santos                 | 2:1 | Universidad Católica | Estadio Nacional de Santiago, Santiago                        |                                                               |
|                     | Pelé 59' · Toninho 75' |     | Orlando Ramírez 34'  | Asistencia: 68.608 espectadores Árbitro(s): Sergio Bustamante | Asistencia: 68.608 espectadores Árbitro(s): Sergio Bustamante |

| 13 de enero de 1965 | Colo-Colo                                                  | 3:3 | River Plate                            | Estadio Nacional de Santiago, Santiago                     |                                                            |
|                     | Luis Hernán Álvarez 23', 57' · Francisco Valdés 55' (pen.) |     | Lallana 2', 83' (pen.) · Fernández 36' | Asistencia: 68.608 espectadores Árbitro(s): Claudio Vicuña | Asistencia: 68.608 espectadores Árbitro(s): Claudio Vicuña |

### Tercera fecha
| 16 de enero de 1965 | Universidad Católica    | 2:2 | Universidad de Chile                    | Estadio Nacional de Santiago, Santiago                 |                                                        |
|                     | Julio Gallardo 33', 39' |     | Adolfo Olivares 2' · Leonel Sánchez 46' | Asistencia: 67.185 espectadores Árbitro(s): Mario Gasc | Asistencia: 67.185 espectadores Árbitro(s): Mario Gasc |

| 16 de enero de 1965 | Santos                                              | 6:4 | Selección de Checoslovaquia             | Estadio Nacional de Santiago, Santiago                        |                                                               |
|                     | Coutinho 28', 61' · Pelé 44', 85', 94' · Dorval 50' |     | Masny 32', 60' · Mraz 34' · Kvasnak 82' | Asistencia: 67.185 espectadores Árbitro(s): Rafael Hormazábal | Asistencia: 67.185 espectadores Árbitro(s): Rafael Hormazábal |

### Cuarta fecha
| 19 de enero de 1965 | Universidad de Chile                     | 2:0 | River Plate | Estadio Nacional de Santiago, Santiago                      |                                                             |
|                     | Adolfo Olivares 29' · Leonel Sánchez 42' |     |             | Asistencia: 68.043 espectadores Árbitro(s): Domingo Massaro | Asistencia: 68.043 espectadores Árbitro(s): Domingo Massaro |

| 19 de enero de 1965 | Selección de Checoslovaquia | 2:1 | Colo-Colo            | Estadio Nacional de Santiago, Santiago                     |                                                            |
|                     | Pospischal 2' · Mraz 69'    |     | Francisco Valdés 79' | Asistencia: 68.043 espectadores Árbitro(s): Claudio Vicuña | Asistencia: 68.043 espectadores Árbitro(s): Claudio Vicuña |

### Quinta fecha
| 22 de enero de 1965 | Colo-Colo                                    | 2:2 | Universidad Católica                            | Estadio Nacional de Santiago, Santiago                 |                                                        |
|                     | Walter Jiménez 13' · Luis Hernán Álvarez 59' |     | Julio Gallardo 73' · Orlando Ramírez 76' (pen.) | Asistencia: 60.426 espectadores Árbitro(s): Jaime Amor | Asistencia: 60.426 espectadores Árbitro(s): Jaime Amor |

| 22 de enero de 1965 | River Plate                | 3:2 | Santos                 | Estadio Nacional de Santiago, Santiago                 |                                                        |
|                     | Lallana 55', 69' · Mas 87' |     | Pelé 54' · Toninho 28' | Asistencia: 60.426 espectadores Árbitro(s): Mario Gasc | Asistencia: 60.426 espectadores Árbitro(s): Mario Gasc |

### Sexta fecha
| 26 de enero de 1965 | Universidad de Chile | 1:0 | Colo-Colo | Estadio Nacional de Santiago, Santiago                      |                                                             |
|                     | Ernesto Álvarez 50'  |     |           | Asistencia: 62.768 espectadores Árbitro(s): Domingo Massaro | Asistencia: 62.768 espectadores Árbitro(s): Domingo Massaro |

| 26 de enero de 1965 | River Plate     | 2:1 | Selección de Checoslovaquia | Estadio Nacional de Santiago, Santiago                        |                                                               |
|                     | Solari 45', 59' |     | Mraz 18'                    | Asistencia: 62.768 espectadores Árbitro(s): Rafael Hormazábal | Asistencia: 62.768 espectadores Árbitro(s): Rafael Hormazábal |

### Séptima fecha
| 29 de enero de 1965 | River Plate | 1:0 | Universidad Católica | Estadio Nacional de Santiago, Santiago                 |                                                        |
|                     | Lallana 41' |     |                      | Asistencia: 69.204 espectadores Árbitro(s): Mario Gasc | Asistencia: 69.204 espectadores Árbitro(s): Mario Gasc |

| 29 de enero de 1965 | Santos                        | 3:2 | Colo-Colo                             | Estadio Nacional de Santiago, Santiago                                         |                                                                                |
|                     | Dorval 28', 60' · Toninho 88' |     | Mario Moreno 11' · Walter Jiménez 33' | Asistencia: 69.204 espectadores Árbitro(s): Claudio Vicuña (Rafael Hormazábal) | Asistencia: 69.204 espectadores Árbitro(s): Claudio Vicuña (Rafael Hormazábal) |

### Octava fecha
| 2 de febrero de 1965 | Selección de Checoslovaquia            | 4:2 | Universidad Católica    | Estadio Nacional de Santiago, Santiago                        |                                                               |
|                      | Mraz 1', 28' · Masek 2' · Zvasniak 59' |     | Ignacio Prieto 16', 72' | Asistencia: 72.059 espectadores Árbitro(s): Rafael Hormazábal | Asistencia: 72.059 espectadores Árbitro(s): Rafael Hormazábal |

| 2 de febrero de 1965 | Santos                          | 3:0 | Universidad de Chile | Estadio Nacional de Santiago, Santiago                 |                                                        |
|                      | Dorval 2' · Pelé 24' · Zito 74' |     |                      | Asistencia: 72.059 espectadores Árbitro(s): Mario Gasc | Asistencia: 72.059 espectadores Árbitro(s): Mario Gasc |

## Tabla de posiciones
| Pos | Equipo                      | PJ | PG | PE | PP | GF | GC | Dif | Pts |
| --- | --------------------------- | -- | -- | -- | -- | -- | -- | --- | --- |
| 1   | Santos                      | 5  | 4  | 0  | 1  | 16 | 10 | 6   | 8   |
| 2   | River Plate                 | 5  | 3  | 1  | 1  | 9  | 8  | 1   | 7   |
| 3   | Selección de Checoslovaquia | 5  | 3  | 0  | 2  | 15 | 14 | 1   | 6   |
| 4   | Universidad de Chile        | 5  | 2  | 1  | 2  | 8  | 9  | -1  | 5   |
| 5   | Colo-Colo                   | 5  | 0  | 2  | 3  | 8  | 11 | -3  | 2   |
| 6   | Universidad Católica        | 5  | 0  | 2  | 3  | 7  | 11 | -4  | 2   |

PJ=Partidos jugados; PG=Partidos ganados; PE=Partidos empatados; PP=Partidos perdidos; GF=Goles a favor; GC=Goles en contra; Dif=Diferencia de gol; Pts=Puntos
|  | Campeón |

## Campeón
| Brasil           |
| Santos 1º título |